# 천진교
천진교(天眞敎)는 김연국(金演局, ? ∼1944년)이 세운 동학의 일파이다. 최시형(崔時亨)이 동학란의 책임을 지고 교수형에 처해진 뒤 김연국(金演局)과 손병희(孫秉熙)는 천도교라는 새로운 교명을 선포하고 교체 확립에 나섰으나 서로간에 뜻이 맞지 않아 결별하게 된 데서 교단은 양분되었다. 김연국은 스스로 정치와는 결별할 것을 선언하고 천도교로부터 물러나와 시천교(侍天敎)를 세움으로써 분열이 시작되었다. 이때 이용구(李容九)·송병준(宋秉畯)과 손잡았으나 이들이 일진회(一進會)를 조직, 일제에 협력하자 시천교는 본부로부터 탈퇴, 양파가 되었다. 마침내 김연국이 1928년에 두 파를 통합, 본부를 신도안으로 옮겨 상제교(上帝敎)라 명명하고 신도안 개척자가 되었다. 구암이 향년 88세로 파란많은 일생을 마친 다음에 4세 교주인 김덕경(金德卿)은 진리의 시대적인 조화를 도모코자 1958년 교명을 천진교(天眞敎)로 개명하였다. 기념일은 1월 11일 지일기념(대법사 도통 전수일) 등 10일이 있고, 경전으로는 <동경대전(東經大典)>·<시천교전(侍天敎典)>·<정리대전(正理大典)> 등이 있으며, 일상수련과 생활태도는 영성단련(嶺性鍛鍊)과 기도·주문 등을 하며 시운을 기다린다.